# بنكو بوبلار اسبانول
بنكو بوبلار اسبانو كانت سادس أكبر مجموعة مصرفية في إسبانيا قبل أن تشتريها مجموعة سانتاندير كجزء من حزمة إنقاذ في يونيو 2017.

## التكوين
تتكون المجموعة من الشركات التالية:
- بنك وطني: بنكو بوبلار اسبانو
- بنك إقليمي: بنكو باستور
- الرهن العقاري البنك: بانكو الشعبية هيبيتكاريو
- بنك خاص: بنكو بوبلار بريفيدا
- شركة تابعة في فرنسا: بوبلار بانكا فرانس (تم بيعها في ديسمبر 2008 إلى البنك الفرنسي كريديت موتوال وتمت تسميتها باسم ايبربانكو)
- شركة تابعة في البرتغال: بنكو بوبلار برتغال
- شركة تابعة في الولايات المتحدة الأمريكية: بنك ميامي داد الشامل)
- بنك إنترنت منفصل: ويزينك[2]
- الخدمات العقارية التابعة: اليسيدا
- مكاتب تمثيلية في الخارج: بلجيكا، تشيلي، ألمانيا، هونج كونج، المغرب، هولندا، سويسرا (جنيف وزيوريخ)، لندن، الولايات المتحدة الأمريكية، فرنسا، إيطاليا وفنزويلا .

## روابط خارجية
- علاقات المستثمرين
- بانكو شعبي فرنسا
- جروبو بانكو Popular نسخة محفوظة 13 مارس 2016 على موقع واي باك مشين.